# Tongakejsarduva
Tongakejsarduva (Ducula shutleri) är en förhistorisk utdöd fågel i familjen duvor inom ordningen duvor. Fågeln beskrevs 2019 utifrån subfossila lämningar funna i Tonga.